# Stemmops concolor
Stemmops concolor là một loài nhện trong họ Theridiidae.
Loài này thuộc chi Stemmops. Stemmops concolor được Eugène Simon miêu tả năm 1897.